# Parti populaire taïwanais
Le Parti populaire taïwanais (en chinois : 台灣民眾黨 ; abrégé en TPP), ou parti du peuple taïwanais, est un parti politique taïwanais.
Il est créé le 6 août 2019 par le maire de Taipei, Ko Wen-je.

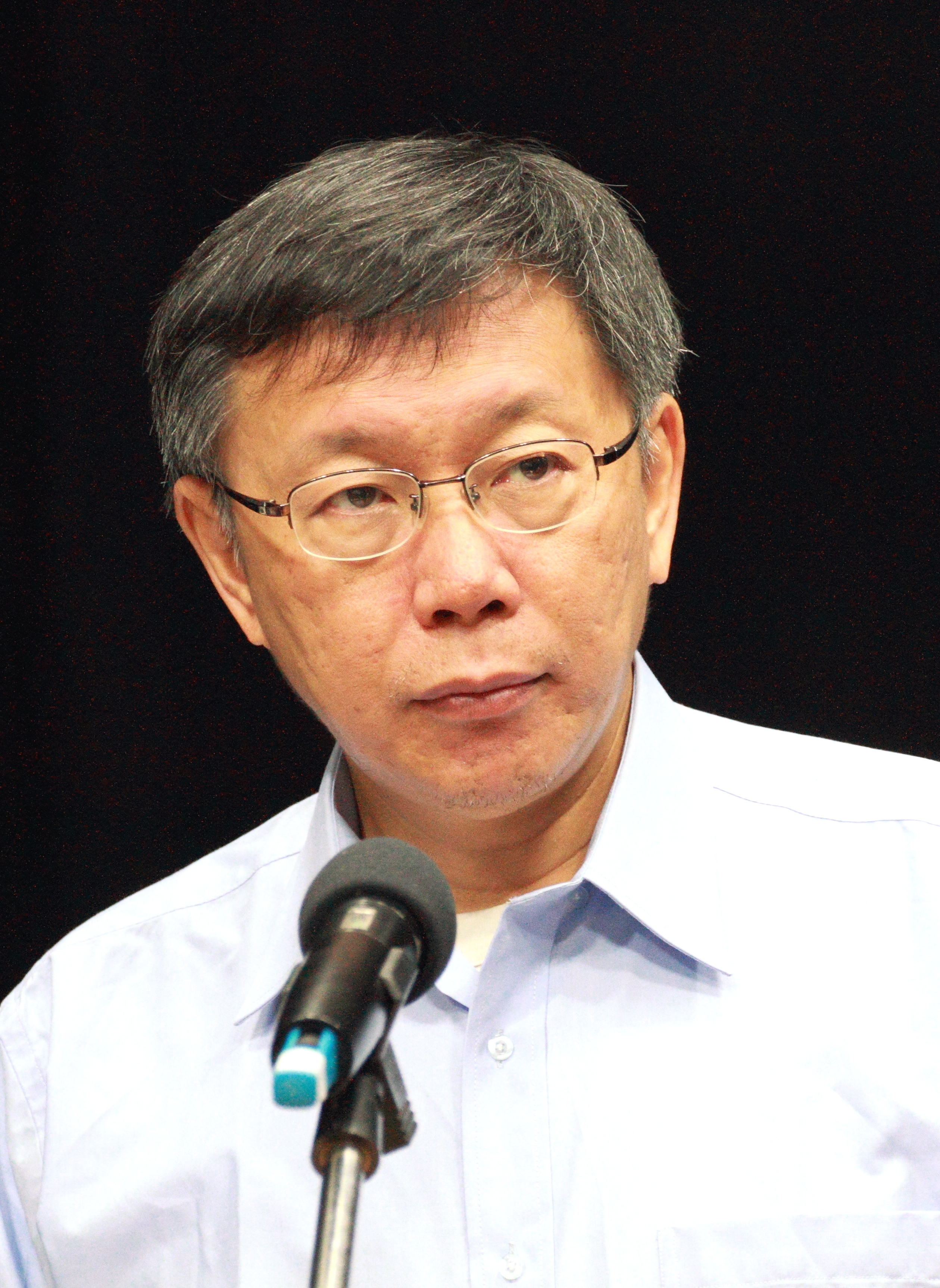
Le fondateur du parti, Ko Wen-je

Le parti se revendique être une alternative aux coalitions pan-bleue et pan-verte qui dominent alors le paysage politique du pays,. 
Ko Wen-je choisit le nom du parti en référence au premier parti politique taïwanais, le Parti du peuple taïwanais (en), fondé en 1927 durant la colonisation japonaise de l'île par Chiang Wei-shui (en), un militant pro-démocratie et un des héros de Ko. Toutefois, la fondation fondée en hommage à Chiang Wei-shui demande à Ko Wen-je de modifier le nom de son parti.
Une partie de la presse francophone et des chercheurs francophones, dont le sinologue Jean-Pierre Cabestan, maintiennent cette filiation en parlant encore de « parti du peuple ».

## Ligne politique
Tout comme le Kuomintang (KMT), le TPP est favorable à un rapprochement économique avec Pékin.
Sa fondation intervenant peu avant la répression de Hong-Kong par Pékin, il suscite certains espoirs chez la jeunesse taïwanaise grâce à laquelle il obtient 5 sièges en 2020.
Pour la campagne générale de 2024, les candidats du parti affirment vouloir augmenter le budget militaire. Aussi, leurs discours sont tournés sur la politique intérieure de l'île, avec des propositions pour la jeunesse, proposant de s’attaquer aux problèmes des bas salaires et du manque de logements qui les touche particulièrement.
Toutefois, sa ligne politique est réputée être intermédiaire : ni hostile, ni favorable à la Chine, tout en maintenant le statu quo. Il remporte 8 sièges. 
Néanmoins, le parti s'allie avec le KMT au commencement de cette législature. Les deux partis défendent conjointement un projet de réforme constitutionnelle porté par le PPT qui est critiqué pour de nombreux manquements du respect des procédures institutionnelles et pour déséquilibrer des deux pouvoirs législatifs et exécutifs qu'il créerait, au profit de l'opposition législative dont ils font partie. Dans un contexte de forte déstabilisation par Pékin, sont à l'origine du mouvement Bluebird (en) (青鳥). 

## Participation aux élections
Le parti participe pour la première fois à des élections lors des législatives de janvier 2020, où il arrive troisième avec 11 % des suffrages au scrutin proportionnel et remporte cinq sièges au Yuan législatif.
Dans un contexte de tensions et d'intimidations chinoises, qui appelle à « faire le bon choix », le TPP et le KMT échouent à s'allier pour l'élection présidentielle taïwanaise de 2024,.
Lors des législatives de janvier 2024, le TPP obtient 22 % des suffrages (au scrutin proportionnel) et remporte huit sièges au Yuan législatif. Il devient le troisième parti du parlement, derrière le parti démocrate progressiste (PDP, parti présidentiel) et le KMT avec qui il forme l'opposition à l'assemblée législative.

## Résultats électoraux

### Élections présidentielles
| Année | Candidat  | Colistier  | Voix      | %    | Résultat |
| ----- | --------- | ---------- | --------- | ---- | -------- |
| 2024  | Ko Wen-je | Cynthia Wu | 3 690 466 | 26,5 | Non élus |

### Élections législatives
| Année | Voix      | %     | Rang | Élus    | Gouvernement |
| ----- | --------- | ----- | ---- | ------- | ------------ |
| 2020  | 1 588 806 | 11,22 | 3e   | 5 / 113 | Opposition   |
| 2024  | 3 040 334 | 22,07 | 3e   | 8 / 113 | Opposition   |